# Park der Solidarität (Strausberg Nord)

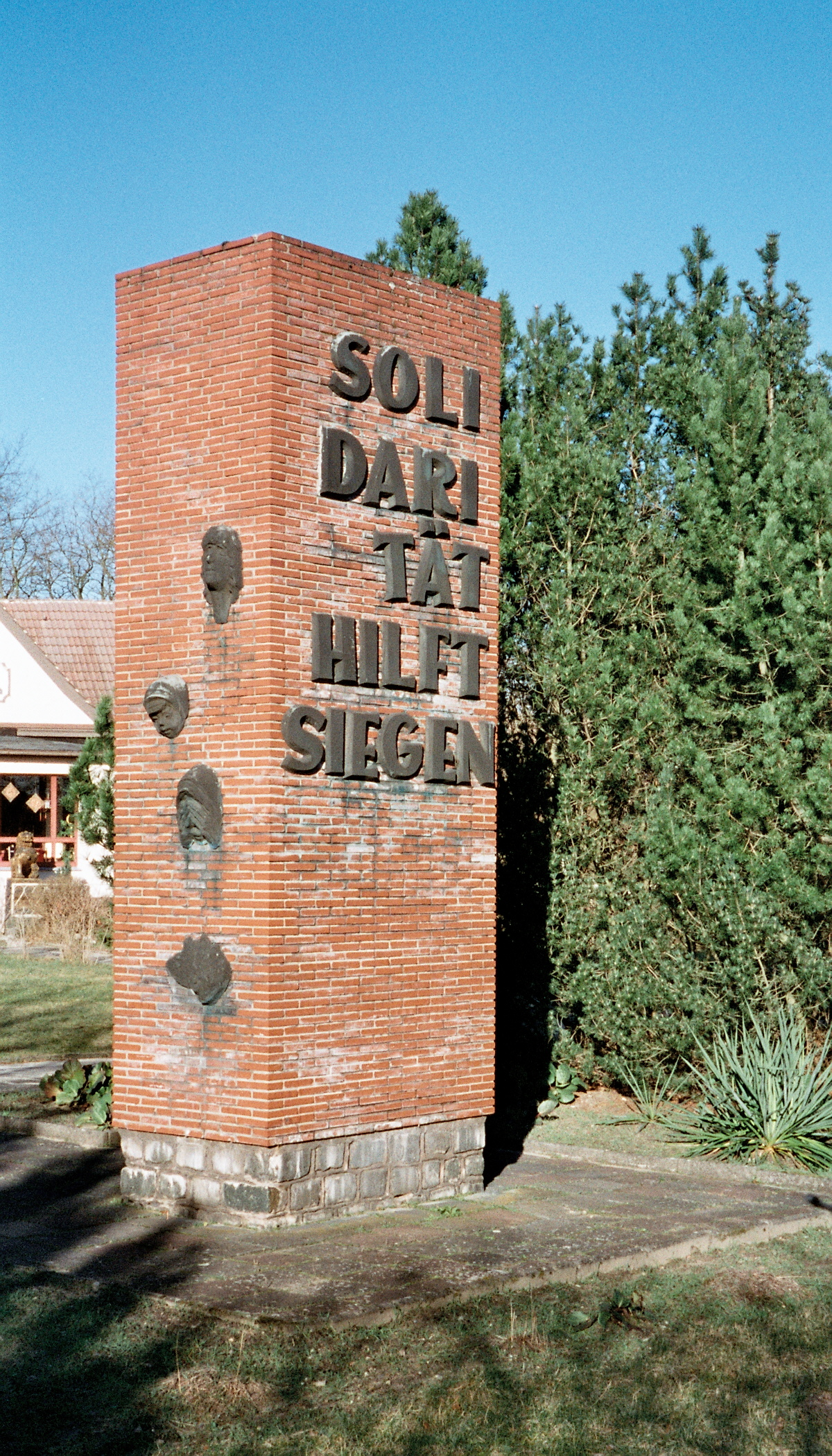
Teilansichte des Parkes mit Stele der Solidarität (2002, zurückgebaut)

Der Park der Solidarität (auch Platz der Solidarität) war ein Platz in Strausberg, der heute (Stand 2025) mit Wohngebäuden neu bebaut ist. Lange Jahre wurde von den Einwohnern des umliegenden Wohngebietes („Wohnbezirk I“) gefordert, den Platz vor der HO-Gaststätte „Nord“ (auch als „Heimwegbremse“ bezeichnet) zu gestalten, da er von Unkraut übersät und im Sommer staubig war. In einem Brief, datiert vom 10. April 1963, wandte sich der Vorsitzende des „Wohnbezirkes I“ der Nationalen Front, Karl-Heinz Gessner, an den Bürgermeister der Stadt Strausberg. Erst zum 25. Jahrestag der DDR erfolgte dann tatsächlich eine Gestaltung des Platzes.
Später wurden auf dem Platz eine Stele (Stele der Solidarität) sowie eine „Freiluftfeierstätte“ errichtet.